# Gerrhopilus
Gerrhopilus es un género de serpientes de la familia Gerrhopilidae. Se distribuyen por el sur y sudeste de Asia y el oeste de la Melanesia.
Incluye 20 especies:
- Gerrhopilus addisoni Kraus, 2017
- Gerrhopilus andamanensis (Stoliczka, 1871)
- Gerrhopilus ater (Schlegel, 1839)
- Gerrhopilus beddomii (Boulenger, 1890)
- Gerrhopilus bisubocularis (Boettger, 1893)
- Gerrhopilus ceylonicus (Smith, 1943)
- Gerrhopilus depressiceps (Sternfeld, 1913)
- Gerrhopilus eurydice Kraus, 2017
- Gerrhopilus floweri (Boulenger, 1899)
- Gerrhopilus fredparkeri (Wallach, 1996)
- Gerrhopilus hades (Kraus, 2005)
- Gerrhopilus hedraeus (Savage, 1950)
- Gerrhopilus inornatus (Boulenger, 1888)
- Gerrhopilus lestes Kraus, 2017
- Gerrhopilus mcdowelli (Wallach, 1996)
- Gerrhopilus mirus (Jan, 1860)
- Gerrhopilus oligolepis (Wall, 1909)
- Gerrhopilus persephone Kraus, 2017
- Gerrhopilus thurstoni (Boettger ,1890)
- Gerrhopilus tindalli (Smith, 1943)